# Hamr Brušovec
Hamr Brušovec se nacházel v nejsevernější části katastru obce Křižánky. Pracoval s přestávkami nejpozději od roku 1616 do roku 1874.

## Poloha hamru
Hamr se nacházel v nejsevernější části tehdejšího Křižánkova. Podle místního názvu Hamerská paseka lze soudit, že šlo o přílesní polohu při potoku Brušovci (dnes v mapách označován jako Holcovský potok, nejspíš pro odlišení od stejnojmenného potoka v nedalekém Herálci). Na Křoupalově mapě z poloviny 18. století je označen jako Panský hamr Brušovec. Byl posledním stavením osady a byl při něm hamerský rybník Brušovec, k němuž vedla náhonová struha od splávku pod Fixovým mlýnem.

## Svobodný hamr Brušovec
Poprvé se hamr na Křižánkově uvádí k roku 1616. V tomto roce byla „puštěna Jiříkovi hamerníku paseka při hamře Křižánkově za plat 10 grošů.“Mohl ovšem stát již mnohem dříve. Okolní oblast začala být hustěji osídlována od 2. poloviny 16. století a v té době mohl být tento hamr postaven. Hamr byl tehdy svobodný, náležel místnímu hamerníkovi, nejpravděpodobněji z rodu Preislerů. Tehdejší hamerníci se usazovali v místech, kde je nyní Moravská Svratka. První dva domy tam zakoupili roku 1626 Martin Stolz a roku 1632 Wolf Preyssler. Podle všeho v období po pobělohorských konfiskacích přestal na čas pracovat. Na jeho místě pracovala v 2. polovině 17. století sklárna Křižánkov.

## Panský hamr Brušovec
Brušovecký hamr opět prokazatelně pracoval od poloviny 18. století. Tehdy ovšem již patřil novoměstské vrchnosti, jíž byl Ústav šlechtičen Panny Marie Školské v Brně. Stála při něm hamerská hospoda a několik chalup. Pracovníci hamru si stavěli svá obydlí též v místech, kde stojí místní část Křižánek s názvem Budín. Hamr pracoval do 70. let 19. století. Spolu s hamry v Líšné a na Vříšti byl spjat s významnou železárnou novoměstského panství v Kadově, která byla v 19. století druhou nejvýznamnější na Moravě. Zánik železáren v Kadově znamenal i zánik hamru.

## Sklářské podniky související s hamrem Brušovec

### Sklárna Křižánkov
Po roce 1638 vybudoval tehdejší majitel panství Šimon Kratzer skelnou huť v Křižánkově. Stála s největší pravděpodobností v místě původního hamru. Od roku 1642 byla pronajata rodu Friedrichů, roku 1675 byla huť již plně v režii novoměstské vrchnosti.Tato huť zanikla koncem 17. století.

### Fixův mlýn
Fixův mlýn, od něhož vedla k hamru náhonová struha, stával proti proudu řeky Svratky. Místo se nachází v katastru obce Moravská Cikánka. Od 17. století tomto místě stávala stoupa k drcení křemene. Ta byla pomocnou výrobou pro sklárnu v Křižánkově. Od 19. století tu byl mlýn, který patřil rodu Kunců. Později byl zván po svém majiteli Fixův a nakonec Páralův. Budova mlýna je již zbořena. Posledními viditelnými pozůstatky lidského osídlení tu jsou náhon a Jírova studánka, která se nachází na kopci na protější straně silnice.

### Sklárna Brušovec
Tato osada, nacházející se nyní na území Herálce, má s hamrem Brušovcem stejné jméno, ovšem nachází se na jiném místě - leží západně od Křižánek. Byla postavena po velkém lesním polomu (vichru sv. Tomáše 30. prosince 1740). Vystavěl jí Jan Tlustoš z Blatin. Pracovala v letech 1744–1763.

## Křižanečtí pilníkáři – dědicové hamerské tradice
Tradice zpracování železa v místním hamru Brušovec vyvrcholila na Křižánkách slavnou kapitolou v dějinách obce, kterou byla výroba pilníků. Zvláště v 1. polovině 20. století byly Křižánky výrobou pilníků vyhlášené. Pracovalo tu mnoho pilníkářských mistrů, mimo jiných například František Tlustý, Josef Otava, Antonín Teplý, Alois Kostelecký, Josef Preisler a jeho synové František a Antonín, či Josef Vítek.